# Мамедов, Рамин Алемшах оглы
Рамин Алемшах оглы Мамедов (азерб. Məmmədov Ramin Ələmşah oğlu; род. 17 февраля 1979, Агдере, Нагорно-Карабахская автономная область) — председатель Государственного комитета с религиозными образованиями Азербайджанской Республики (с 2024 года), депутат Милли Меджлиса Азербайджана шестого созыва (2020—2024 гг.), заместитель председателя Государственного комитета по работе с диаспорой Азербайджанской Республики (2016—2020 гг.), ответственный за контакты с армянскими жителями Карабахского региона (с 2023 года).

## Личная жизнь
Рамин Мамедов родился 17 февраля 1979 года в городе Мардакерт. В 1985-1992 годах учился в средней школе №2 города Шуша, а после оккупации города продолжил образование в Баку.
Окончил факультет международного права и международных отношений Бакинского государственного университета, а также получил степень магистра международных отношений.
В 2013 году получил сертификат Гарвардского университета как участник специальной программы “Развитие лидеров”, организованной Гарвардской школой государственного управления Кеннеди.
Владеет английским и русским языками.

## Карьера
В 2001—2002 годах специалист в Министерстве культуры Азербайджанской Республики;
В 2002—2009 годах специалист, помощник председателя, заведующий отделом Государственного комитета по работе с азербайджанцами, проживающими за рубежом;
В 2009—2020 годах работал помощником председателя и заместителем руководителя аппарата Государственного комитета по работе с диаспорой.
Распоряжением президента Азербайджана Ильхама Алиева от 12 мая 2016 года назначен заместителем председателя Государственного комитета по работе с диаспорой.
На внеочередных выборах, состоявшихся 9 февраля 2020 года, выдвинут единым кандидатом от партии Ени Азербайджан по 64-му Сабирабадскому второму избирательному округу. Избран депутатом, набрав 12677 голосов или 56,2% от общего числа голосов.
Распоряжением президента Азербайджана Ильхама Алиева №1908 от 9 марта 2020 года освобожден от должности заместителя председателя Государственного комитета по работе с диаспорой в связи с избранием в депутаты.
Работал членом комитета Милли Меджлиса по делам семьи, женщин и детей, комитета по международным связям и межпарламентским связям, а также руководителем рабочей группы по межпарламентским связям Азербайджан-Камбоджа, членом рабочих групп по связям с парламентами Китая, Франции, Израиля, Италии и Кореи.
1 марта 2023 года назначен ответственным за контакты с армянскими жителями, проживающими в Карабахском регионе Азербайджанской Республики.
Указом Президента Азербайджанской Республики от 8 апреля 2024 года назначен председателем Государственного комитета с религиозными образованиями Азербайджанской Республики.
Является членом правления партии “Ени Азербайджан”. Избран членом правления партии на VII съезде партии “Ени Азербайджан” 5 марта 2021 года.

## Деятельность в международных организациях
Входил в состав азербайджанской делегации в Парламентской ассамблее Организации Черноморского экономического сотрудничества, комитета парламентского сотрудничества Евросоюз-Азербайджан, Парламентской сети Движения неприсоединения и Межпарламентской ассамблеи Ассоциации государств Юго-Восточной Азии.

## Перечень наград
- Распоряжением Президента Азербайджана Ильхама Алиева от 6 июля 2012 года № 2334 награжден медалью “За отличие в государственной службе” (6 июля 2012)[4]
- Распоряжением Президента Азербайджана Ильхама Алиева от 18 ноября 2017 года награжден медалью “Терегги” (“Прогресс”) (18 ноября 2017, за активное участие в общественно-политической жизни Азербайджана)[5]

## Внешние ссылки
- Фейсбук
- Инстаграм
- X